# روزلین سانچز
روزلین سانچز (اسپانیایی: Roselyn Sánchez Rodríguez‎ زاده ۲ آوریل ۱۹۷۳) بازیگر پورتوریکویی است.می توان یکی از بهترین نقش های ایشان در فیلم ((بدون هیچ ردی)) در شبکهCBS اشاره کرد.

## فیلم‌شناسی
فهرست برخی از فیلم‌هایی که روزلین سانچز در آنها به ایفای نقش پرداخته است:
- کاپیتان ران (۱۹۹۲)
- ساعت شلوغی ۲ (۲۰۰۱)
- بیسیک (۲۰۰۳)
- ادیسون (۲۰۰۵)
- زرد (۲۰۰۶)
- نقشه بازی (۲۰۰۷)
- ساعت شلوغی ۳ (۲۰۰۷)
- قانون شجاعت (۲۰۱۲)
- خدمتکاران حیله‌گر (مجموعه تلویزیونی)